# CAF Champions League 2014
Die CAF Champions League 2014 ist die 18. Auflage dieses von der CAF organisierten Turniers. Sie soll am 7. Februar 2014 mit einer Vorrunde beginnen. Titelverteidiger war Al Ahly Kairo aus Ägypten.

## Qualifikation
Theoretisch sind alle 55 Mitgliedsverbände der CAF berechtigt, Mannschaften zu entsenden. Für die zwölf besten Nationalverbände der CAF-Fünfjahreswertung sind automatisch jeweils zwei Startplätze reserviert. Hierbei gilt für die Qualifikation zur Champions League 2013 die Wertung der Jahre 2008 bis 2012. Somit ergibt sich aus der Anzahl der zur CAF gehörenden Fußballverbände, dass maximal 67 Mannschaften an der Champions League teilnehmen könnten.

## Ergebnisse

### Vorrunde
Hinspiele vom 7. bis 9. Februar, Rückspiele vom 14. bis 16. Februar 2014.
|                              | Gesamt          |                              | Hinspiel | Rückspiel |
| ---------------------------- | --------------- | ---------------------------- | -------- | --------- |
| Young Africans SC            | 12:20           | Komorozine de Domoni         | 7:0      | 5:2       |
| Berekum Chelsea              | 2:2 (3:0 i. E.) | Atlabara FC                  | 2:0      | 0:2 n. V. |
| Al-Ahly Bengasi              | 4:2             | Foullah Edifice              | 4:0      | 0:2       |
| Gor Mahia FC                 | 1:1 (3:1 i. E.) | US Bitam                     | 1:0      | 0:1 n. V. |
| FC Enyimba                   | 4:3             | Anges FC                     | 3:1      | 1:2       |
| FAR Rabat                    | (a)3:3(a)       | AS Réal Bamako               | 2:2      | 1:1       |
| Les Astres FC                | 1:0             | Akonangui FC                 | 0:0      | 1:0       |
| Asante Kotoko                | (a)2:2(a)       | Barrack Young Controllers FC | 2:1      | 0:1       |
| Séwé Sport                   | –               | Os Balantas 1                | –        | –         |
| Dedebit FC                   | 3:2             | KMKM FC                      | 3:0      | 0:2       |
| FC Nouadhibou                | 1:4             | Horoya AC                    | 1:1      | 0:3       |
| Raja Casablanca              | 8:1             | Diamond Stars FC             | 6:0      | 2:1       |
| Diables Noirs                | 1:2             | Flambeau de l’Est            | 0:1      | 1:1       |
| ES Sétif                     | −               | Steve Biko FC 2              | –        | –         |
| Diambars FC                  | 1:1 (2:4 i. E.) | ASFA-Yennenga Ouagadougou    | 1:0      | 0:1 n. V. |
| Sporting Clube da Praia Cruz | 3:7             | Stade Malien                 | 3:2      | 0:5       |
| AC Léopards                  | (a)2:2(a)       | Rayon Sports FC              | 0:0      | 2:2       |
| CD Primeiro de Agosto        | 3:2             | Lioli FC                     | 2:0      | 1:2       |
| Kaizer Chiefs                | 4:1             | Black Africa                 | 3:0      | 1:1       |
| Liga Muçulmana de Maputo     | 1:0             | CNaPS Sport                  | 1:0      | 0:0       |
| Dynamos FC                   | 4:1             | Mochudi Centre Chiefs        | 3:0      | 1:1       |
| AS Vita Club                 | 4:3             | Kano Pillars                 | 3:1      | 1:2       |
| Al Zamalek SC                | 3:0             | AS Douanes                   | 2:0      | 1:0       |
| Kabuscorp FC do Palanca      | 7:2             | Côte d’Or FC                 | 5:1      | 2:1       |
| Mbabane Swallows             | 4:5             | Nkana FC                     | 2:0      | 2:5       |
| Al-Merrikh Khartum           | 2:3             | Kampala City Council FC      | 0:2      | 2:1       |

### Erste Runde
Hinspiele vom 28. Februar bis 2. März, Rückspiele vom 7. bis 9. März 2014.
|                              | Gesamt          |                             | Hinspiel | Rückspiel |
| ---------------------------- | --------------- | --------------------------- | -------- | --------- |
| Young Africans SC            | 1:1 (3:4 i. E.) | Al Ahly Kairo               | 1:0      | 0:1 n. V. |
| Berekum Chelsea              | 1:3             | Al-Ahly Bengasi             | 1:1      | 0:2       |
| Gor Mahia FC                 | 2:8             | Espérance Sportive de Tunis | 2:3      | 0:5       |
| FC Enyimba                   | (a)2:2(a)       | AS Réal Bamako              | 1:2      | 1:0       |
| Les Astres FC                | 1:4             | Tout Puissant Mazembe       | 1:1      | 0:3       |
| Barrack Young Controllers FC | 3:4             | Séwé Sport                  | 3:3      | 0:1       |
| Dedebit FC                   | 1:4             | CS Sfax                     | 1:2      | 0:2       |
| Horoya AC                    | 1:1 (5:4 i. E.) | Raja Casablanca             | 1:0      | 0:1 n. V. |
| Flambeau de l’Est            | 0:5             | Cotonsport Garoua           | 0:0      | 0:5       |
| ES Sétif                     | 5:0             | ASFA-Yennenga Ouagadougou   | 5:0      | 0:0       |
| Stade Malien                 | 0:2             | Al-Hilal Khartum            | 0:0      | 0:2       |
| AC Léopards                  | 4:3             | CD Primeiro de Agosto       | 4:1      | 0:2       |
| Kaizer Chiefs                | 7:0             | Liga Muçulmana de Maputo    | 4:0      | 3:0       |
| Dynamos FC                   | 0:1             | AS Vita Club                | 0:0      | 0:1       |
| Al Zamalek SC                | 1:0             | Kabuscorp FC do Palanca     | 1:0      | 0:0       |
| Nkana FC                     | 4:3             | Kampala City Council FC     | 2:2      | 2:1       |

### Zweite Runde
Hinspiele vom 21. bis 23. März, Rückspiele vom 28. bis 30. März 2014.
|                 | Gesamt    |                             | Hinspiel | Rückspiel |
| --------------- | --------- | --------------------------- | -------- | --------- |
| Al-Ahly Bengasi | 4:2       | Al Ahly Kairo               | 1:0      | 3:2       |
| AS Réal Bamako  | 1:4       | Espérance Sportive de Tunis | 1:1      | 0:3       |
| Séwé Sport      | (a)2:2(a) | Tout Puissant Mazembe       | 2:1      | 0:1       |
| Horoya AC       | 0:3       | CS Sfax                     | 0:1      | 0:2       |
| ES Sétif        | 2:0       | Cotonsport Garoua           | 1:0      | 1:0       |
| AC Léopards     | (a)1:1(a) | Al-Hilal Khartum            | 1:1      | 0:0       |
| AS Vita Club    | 3:2       | Kaizer Chiefs               | 3:0      | 0:2       |
| Nkana FC        | 0:5       | Al Zamalek SC               | 0:0      | 0:5       |

### Viertelfinale (Gruppenphase)
In der Viertelfinal-Gruppenphase treten in zwei Gruppen jeweils vier Mannschaften in Hin- und Rückspielen gegeneinander an. Die Gruppenersten und -zweiten qualifizieren sich für das Halbfinale.

#### Gruppe A
| Pl. | Verein                | Sp. | S | U | N | Tore    | Diff. | Punkte |
| --- | --------------------- | --- | - | - | - | ------- | ----- | ------ |
| 1.  | Tout Puissant Mazembe | 6   | 3 | 2 | 1 | 005:200 | +3    | 11     |
| 2.  | AS Vita Club          | 6   | 3 | 2 | 1 | 006:400 | +2    | 11     |
| 3.  | Al-Hilal Khartum      | 6   | 2 | 1 | 3 | 007:900 | −2    | 07     |
| 4.  | Zamalek SC            | 6   | 1 | 1 | 4 | 004:700 | −3    | 04     |

| 16. Mai 2014          |     |                       |
| Al-Hilal Khartum      | 1:0 | Tout Puissant Mazembe |
| 18. Mai 2014          |     |                       |
| AS Vita Club          | 2:1 | Zamalek SC            |
| 24. Mai 2014          |     |                       |
| Zamalek SC            | 2:1 | Al-Hilal Khartum      |
| 25. Mai 2014          |     |                       |
| Tout Puissant Mazembe | 1:0 | AS Vita Club          |
| 6. Juni 2014          |     |                       |
| Al-Hilal Khartum      | 1:1 | AS Vita Club          |
| 8. Juni 2014          |     |                       |
| Tout Puissant Mazembe | 1:0 | Zamalek SC            |
| 27. Juli 2014         |     |                       |
| AS Vita Club          | 2:1 | Al-Hilal Khartum      |
| Zamalek SC            | 0:0 | Tout Puissant Mazembe |
| 10. August 2014       |     |                       |
| Tout Puissant Mazembe | 3:1 | Al-Hilal Khartum      |
| Zamalek SC            | 0:1 | AS Vita Club          |
| 22. August 2014       |     |                       |
| Al-Hilal Khartum      | 2:1 | Zamalek SC            |
| 24. August 2014       |     |                       |
| AS Vita Club          | 0:0 | Tout Puissant Mazembe |

#### Gruppe B
| Pl. | Verein                      | Sp. | S | U | N | Tore    | Diff. | Punkte |
| --- | --------------------------- | --- | - | - | - | ------- | ----- | ------ |
| 1.  | CS Sfax                     | 6   | 3 | 2 | 1 | 008:500 | +3    | 11     |
| 2.  | ES Sétif                    | 6   | 2 | 4 | 0 | 009:600 | +3    | 10     |
| 3.  | Espérance Sportive de Tunis | 6   | 2 | 1 | 3 | 008:900 | −1    | 07     |
| 4.  | Al-Ahly Bengasi             | 6   | 1 | 1 | 4 | 005:100 | −5    | 04     |

| 17. Mai 2014                |     |                             |
| Espérance Sportive de Tunis | 1:2 | ES Sétif                    |
| 18. Mai 2014                |     |                             |
| CS Sfax                     | 3:1 | Al-Ahly Bengasi             |
| 24. Mai 2014                |     |                             |
| Al-Ahly Bengasi             | 3:2 | Espérance Sportive de Tunis |
| 25. Mai 2014                |     |                             |
| ES Sétif                    | 1:1 | CS Sfax                     |
| 7. Juni 2014                |     |                             |
| ES Sétif                    | 1:1 | Al-Ahly Bengasi             |
| 8. Juni 2014                |     |                             |
| Espérance Sportive de Tunis | 2:1 | CS Sfax                     |
| 25. Juli 2014               |     |                             |
| Al-Ahly Bengasi             | 0:2 | ES Sétif                    |
| 26. Juli 2014               |     |                             |
| CS Sfax                     | 1:0 | Espérance Sportive de Tunis |
| 8. August 2014              |     |                             |
| Al-Ahly Bengasi             | 0:1 | CS Sfax                     |
| 9. August 2014              |     |                             |
| ES Sétif                    | 2:2 | Espérance Sportive de Tunis |
| 23. August 2014             |     |                             |
| CS Sfax                     | 1:1 | ES Sétif                    |
| 24. August 2014             |     |                             |
| Espérance Sportive de Tunis | 1:0 | Al-Ahly Bengasi             |

## Halbfinale
Hinspiele am 20. und 21. September, Rückspiele am 27. und 28. September 2014.
|              | Gesamt    |                       | Hinspiel | Rückspiel |
| ------------ | --------- | --------------------- | -------- | --------- |
| ES Sétif     | (a)4:4(a) | Tout Puissant Mazembe | 2:1      | 2:3       |
| AS Vita Club | 4:2       | CS Sfax               | 2:1      | 2:1       |

## Finale

### Hinspiel
| AS Vita Club                                      | AS Vita Club | ES Sétif | ES Sétif |
| ------------------------------------------------- | --- | --- | -------- |
| AS Vita Club                                      | \| Hinspiel \| \| 26. Oktober 2014 in Kinshasa (Stade Tata Raphaël) \| \| Ergebnis: 2:2 (1:1) \| \| Zuschauer: 40.000 \| \| Schiedsrichter: Janny Sikazwe ( Sambia) \| | \| Hinspiel \| \| 26. Oktober 2014 in Kinshasa (Stade Tata Raphaël) \| \| Ergebnis: 2:2 (1:1) \| \| Zuschauer: 40.000 \| \| Schiedsrichter: Janny Sikazwe ( Sambia) \| | ES Sétif |
| AS Vita Club                                      | Nelson Lukong – Bawaka Mabele, Issoufou Dayo, Paolo Mondo Mouegni, Patou Simbi Ebunga – Nelson Munganga, Chikito Lema Mabidi – Héritier Luvumbu N’zinga, Guy Lusadisu Basisila (67. Yves Magola Mapanda), Firmin Ndombe Mubele (65. Emmanuel Ngudikama), Yunus Sentamu Cheftrainer: Florent Ibengé | Sofiane Khedairia – Amine Megateli, Farid Mellouli, Mohamed Lagraâ, Abdelghani Demmou – Benjamin Zé Ondo, Toufik Zerara – Sid Ali Lamri, Akram Djahnit (86. Mohamed Billel Raït), Sofiane Younès (90.+3' El Hedi Belameiri), Abdelmalek Ziaya (78. Mohamed Benyettou) Cheftrainer: Kheïreddine Madoui | ES Sétif |
| AS Vita Club                                      | 1:1 Chikito Lema Mabidi (45.+3') 2:2 Chikito Lema Mabidi (77., Elfmeter) | 0:1 Firmin Ndombe Mubele (20., Eigentor) 1:2 Akram Djahnit (57.) | ES Sétif |
| AS Vita Club                                      | Sid Ali Lamri (83.) | | ES Sétif |
| Hinspiel                                          | | |          |
| 26. Oktober 2014 in Kinshasa (Stade Tata Raphaël) | | |          |
| Ergebnis: 2:2 (1:1)                               | | |          |
| Zuschauer: 40.000                                 | | |          |
| Schiedsrichter: Janny Sikazwe ( Sambia)           | | |          |

### Rückspiel
| ES Sétif                                           | ES Sétif | AS Vita Club | AS Vita Club |
| -------------------------------------------------- | --- | --- | ------------ |
| ES Sétif                                           | \| Rückspiel \| \| 1. November 2014 in Blida (Stade Mustapha Tchaker) \| \| Ergebnis: 1:1 (0:0) \| \| Zuschauer: 35.000 \| \| Schiedsrichter: Bakary Gassama ( Gambia) \| | \| Rückspiel \| \| 1. November 2014 in Blida (Stade Mustapha Tchaker) \| \| Ergebnis: 1:1 (0:0) \| \| Zuschauer: 35.000 \| \| Schiedsrichter: Bakary Gassama ( Gambia) \| | AS Vita Club |
| ES Sétif                                           | Sofiane Khedairia – Amine Megateli, Farid Mellouli, Mohamed Lagraâ, Abdelghani Demmou – Benjamin Zé Ondo, Toufik Zerara – El Hedi Belameiri, Akram Djahnit (84. Mohamed Billel Raït), Sofiane Younès (80. Sid Ali Lamri), Abdelmalek Ziaya (67. Mohamed Benyettou) Cheftrainer: Kheïreddine Madoui | Nelson Lukong – Bawaka Mabele, Issoufou Dayo, Paolo Mondo Mouegni, Patou Simbi Ebunga – Nelson Munganga, Chikito Lema Mabidi – Héritier Luvumbu N’zinga, Guy Lusadisu Basisila (74. Déo Kanda), Firmin Ndombe Mubele (81. Emmanuel Ngudikama), Yunus Sentamu (90+2. Thierry Kasereka) Cheftrainer: Florent Ibengé | AS Vita Club |
| ES Sétif                                           | 1:0 Sofiane Younès (50.) | 1:1 Chikito Lema Mabidi (54.) | AS Vita Club |
| ES Sétif                                           | Benjamin Zé Ondo (63.) | Firmin Ndombe Mubele (49.), Issoufou Dayo (52.), Chikito Lema Mabidi (54.) | AS Vita Club |
| Rückspiel                                          | | |              |
| 1. November 2014 in Blida (Stade Mustapha Tchaker) | | |              |
| Ergebnis: 1:1 (0:0)                                | | |              |
| Zuschauer: 35.000                                  | | |              |
| Schiedsrichter: Bakary Gassama ( Gambia)           | | |              |